# Левенс
Леве́нс (фр. и окс. Levens) — коммуна на юго-востоке Франции в регионе Прованс — Альпы — Лазурный берег, департамент Приморские Альпы, округ Ницца, кантон Турет-Левенс. До марта 2015 года коммуна являлась административным центром одноимённого упразднённого кантона (округ Ницца).
Площадь коммуны — 29,85 км², население — 4427 человек (2006) с выраженной тенденцией к росту: 4761 человек (2012), плотность населения — 159,5 чел/км².

## История
Левенс был центром лигурийского племени Leponti, это название преобразовалось во времена римлян в Leventi, а в средние века в Leventio. Городом управляло семейство Гримальди.

## Географическое положение
Коммуна расположена приблизительно в 670 км к юго-востоку от Парижа, в 165 км юго-восточнее Марселя, в 18 км к северу от Ниццы.
На западе коммуны протекает река Вар.

## Население
Население коммуны в 2011 году составляло 4709 человек, а в 2012 году — 4761 человек.
| 1962 | 1968 | 1975 | 1982 | 1990 | 1999 | 2006 | 2010 | 2011 | 2012 |
| ---- | ---- | ---- | ---- | ---- | ---- | ---- | ---- | ---- | ---- |
| 1223 | 1299 | 1422 | 1800 | 2686 | 3700 | 4427 | 4683 | 4709 | 4761 |

Динамика численности населения:

## Экономика
В 2010 году из 2942 человек трудоспособного возраста (от 15 до 64 лет) 2195 были экономически активными, 747 — неактивными (показатель активности 74,6 %, в 1999 году — 70,2 %). Из 2195 активных трудоспособных жителей работали 2039 человек (1063 мужчины и 976 женщин), 156 числились безработными (62 мужчины и 94 женщины). Среди 747 трудоспособных неактивных граждан 260 были учениками либо студентами, 251 — пенсионерами, а ещё 236 — были неактивны в силу других причин.
На протяжении 2010 года в коммуне числилось 1890 облагаемых налогом домохозяйств, в которых проживало 4647,5 человек. При этом медиана доходов составила 21 тысяча 851 евро на одного налогоплательщика.

## Достопримечательности
- Церковь Св. Антонина (XII век). Исторический памятник с 1941 года[12]
- Аббатство XI века. Исторический памятник с 1965 года[13]